# Luci Manli Vulsó Llong
Luci Manli Vulsó Llong (en llatí: Lucius Manlius A. f. P. n. Vulso Longus) va ser un magistrat romà. Formava part de la gens Mànlia i era de la família dels Vulsó. És reconegut sobretot pels seus èxits militars a la Primera Guerra Púnica.
Va ser elegit cònsol l'any 256 aC juntament amb Quint Cedici. Quan aquest va morir, Marc Atili Règul va ser nomenat cònsol sufecte, i Vulsó i Règul van comandar la flota romana formada per 330 naus, que va lluitar contra els cartaginesos a la batalla del cap Ècnomus a Sicília, però els cartaginesos els estaven esperant a Heraclea Minoa sota la direcció d'Hamílcar i Hannó II el Gran. Els romans van sortir victoriosos, i els cartaginesos van fugir a Cartago per defensar la seva capital. Vulsó i Règul van desembarcar a Àfrica i van dur a terme diverses batalles. Amb la guerra pràcticament decidida a favor dels romans, va tornar a Roma a la tardor amb la meitat de l'exèrcit, on se li va concedir la celebració d'un triomf.
L'any 250 aC Manli Vulsó va ser cònsol per segona vegada juntament amb Gai Atili Règul Serrà, i els dos col·legues van començar el setge de Lilibèon amb molt poc èxit.